# Proyecto Carabobo
Proyecto Carabobo fue un partido político venezolano de alcance regional que tiene acción en el Estado Carabobo. Esta organización política tiene una clara identificación filosófica y programática, orientada a la descentralización política y administrativa y el empoderamiento ciudadano. Desde un punto ético, su piedra angular es el "Respeto al Ciudadano". 
Proyecto Carabobo fue fundado en 1995 por Henrique Salas Römer con el fin de darle continuidad a su programa de gobierno tras perder el apoyo de sus partidos aliados, COPEI y el MAS, y así competir en las elecciones regionales de 1995, por ello se postula a su hijo, Henrique Salas Feo, quien logra ser electo Gobernador de la entidad en el mismo año. Dicho movimiento se mantuvo hasta 1998, con el surgimiento de Proyecto Venezuela, el cual se mantuvo como su afiliado nacional, mas no su fusión.[cita requerida]
Surge de una división del partido COPEI en el estado Carabobo ya que decidieron postular al entonces Alcalde de Valencia Argenis Ecarri.

## Historia
En las primeras elecciones para gobernadores y alcaldes realizadas en Venezuela en 1989 el partido socialcristiano Copei, al renunciar su precandidato a la postulación, decide apoyar al Diputado independiente Henrique Salas Römer, quien requiere y obtiene también el apoyo del Movimiento al Socialismo, MAS, y en una campaña relámpago de nueve semanas pasa a derrotar sorpresivamente al Jefe político y exgobernador de Acción Democrática, Oscar Celli Gerbasi, a quien se le consideraba invencible. 
Salas Römer, cuya primera victoria le da por lo imprevisible notoriedad nacional, tiene gran éxito en su primer periodo (entonces de sólo tres años) y es reelecto en 1992, obteniendo casi 3/4 partes de los votos. Iniciándose este segundo período, promueve la creación de la Asociación de Gobernadores de Venezuela, convirtiéndose por decisión unánime de sus colegas en su primer Presidente. 
Los éxitos de Henrique Salas Römer, al convertir a su estado en adalid de la descentralización, aunado a la proyección nacional que le confiere la presidencia de la AGV, suscita rivalidades de cara a las Elecciones presidenciales de Venezuela de 1998 y al plantearse la escogencia de un sucesor, los partidos que lo vienen respaldando descartan la precandidatura de su hijo, Henrique Salas Feo, quien siendo diputado, encabeza los sondeos de opinión.
Copei postula al Alcalde de la ciudad de Valencia, Argenis Ecarri, mientras el MAS postula a otro hombre de origen social cristiano, Lisandro "Paíto" Estopiñán, quien había sido gobernador en los años '70 y contaba con el respaldo del partido Convergencia, creado por el presidente de la República, Rafael Caldera, a su vez, fundador de Copei. Accíón Democrática postula a Ricardo José Dao, alcalde de Puerto Cabello.
Es al calor de esta contienda que nacerán dos partidos regionales, Proyecto Carabobo, que apoyará al novel candidato a la gobernación de Carabobo, convirtiéndose con su amplia victoria en primer partido regional y Proyecto Avanza que tres años más tarde, en 1998, se convertirá en un partido nacional, adoptando el nombre de Proyecto Venezuela para respaldar la candidatura presidencial independiente de Henrique Salas Römer.

## Caída
Es necesario acotar que en aquel momento, era imprescindible contar con un partido legalmente constituido para postularse a cualquier cargo de elección popular (por lo cual Henrique Salas Feo fue entonces apoyado por el Movimiento de Integridad Nacional-Unidad y el Movimiento Electoral del Pueblo). Con el surgimiento de Proyecto Venezuela, Proyecto Carabobo se debilita, pero continua vigente y es hoy una fuerza política importante en la región carabobeña.[cita requerida]